# Настюша (компания)
«Настю́ша» (Зерновая компания «Настюша») — один из крупнейших российских пищевых и сельскохозяйственных холдингов.
Основана в 1992 году. В 2004 году приобрела два элеватора в Москве — «Московский комбинат хлебопродуктов» и «Мелькомбинат в Сокольниках», с конца 2000-х и до второй половины 2010-х годов была одним из крупнейших девелоперов Москвы (благодаря застройке на месте комбината хлебопродуктов). Управляющая компания холдинга — Общество с ограниченной ответственностью «Зерновая компания „Настюша“» — с конца 2010-х годов банкрот. Штаб-квартира — в Москве.

## Собственники и руководство
До марта 2015 года 50 % долей в ООО «Зерновая компания „Настюша“» принадлежали Людмиле Пинкевич, 30 % — Игорю Пинкевичу и ещё 20 % — гражданину Казахстана Кайрату Садыкову (фактически эти акции принадлежат акционерам казахского банка «ТуранАлем»), генеральным директором длительное время был Игорь Пинкевич. После 2015 года распределение долей было: 29 % ЗАО «Юниторг», а оставшиеся доли распределены поровну между Игорем и Людмилой Пинкевич.

## Деятельность
Основные активы «Настюши» расположены в России, Казахстане и Прибалтике. В России — это контрольные пакеты столичных «Мелькомбината в Сокольниках» и Московского комбината хлебопродуктов, а также три элеватора и Люблинское хлебоприёмное предприятие в Омской области. Также компании принадлежало шесть московских хлебозаводов, среди которых — построенные в 1930-е годы крупные заводы «Москворечье» и «Черкизово» (продан в 2023 году) и два хлебозавода в Московской области — в Сергиевом Посаде и Балашихе (продан в 2021 году «Коломенскому»).
На территории остановленного Московского комбината хлебопродуктов площадью 40 га компания в конце 2000-х годов приступила к возведению жилого квартала, благодаря такой масштабной стройке по данным за 2012 год юридическое лицо бывшего комбината стало крупнейшим московским продавцом жилья, опередив всех профессиональных застройщиков. К 2016 году компании удалось ввести в эксплуатацию лишь 240 тыс. м² жилья из планируемых без малого 1 млн м², в результате Правительством Москвы срок реализации сдвинут с 2012 года на 2021 год, проведена реструктуризация кредитов и усилен финансовый контроль со стороны банков-кредиторов за деятельностью застройщика. В августе 2017 года по подозрению в обмане дольщиков Пинкевич помещён под домашний арест, осенью того же года к достройке жилья «Настюши» привлечена структура банка «Российский капитал», а в апреле 2018 года Московский комбинат хлебопродуктов признан банкротом. В конце 2018 года из-за кризиса в компании остановлены хлебозаводы «Черкизово» и «Золоторожский хлеб», на многих московских и подмосковных предприятиях фирмы отмечены задержки зарплаты сотрудникам (в связи с чем 50 работников «Черкизово» объявило голодовку), в июне 2019 года голодовку объявляли сотрудники Сергиево-Посадского хлебокомбината.
В Казахстане холдингу принадлежат 16 элеваторов, 12 сельхозпредприятий, выращивающих зерновые на площади больше 200 000 га, и один свинокомплекс. Ими управляют две структуры — ТОО «Настюша» и ТОО СП «Трансавто». Общая мощность российских и казахских элеваторов «Настюши» составляет 3,07 млн т.
В Прибалтике холдинг контролирует белково-витаминный завод Kretingos Grudai, пять птицефабрик, семь свинокомплексов и авиакомпанию VIP Avia, базирующуюся в Риге.
Выручка холдинга за 2010 год составила 10,3 млрд рублей.